# Fonocardiograma
|  | No s'ha de confondre amb Electrocardiograma. |

Un fonocardiograma (o PCG, de "phonocardiogram") és una trama d'enregistrament d'alta fidelitat dels sons i els murmuris que fa el cor amb l'ajuda d'una màquina anomenada fonocardiògraf; així, la fonocardiografia és l'enregistrament de tots els sons que fa el cor durant un cicle cardíac.

## Història

William Birnbaum amb un fonocardiograf del Projecte Gemini, 1965

La consciència dels sons que fa el cor data de l'antiguitat. La idea d'estudiar-los es remunta a Robert Hooke (1635–1703), que va escriure: "També pot haver-hi la possibilitat de descobrir els moviments i les accions internes dels cossos, ja siguin animals, vegetals o minerals, mitjançant el so que fan". Els primers exemples coneguts de fonocardiografia daten del 1800.
Els equips de seguiment i enregistrament per la fonocardiografia es van desenvolupar durant les dècades de 1930 i 1940. La normalització va començar el 1950, quan es va celebrar la primera conferència internacional a París.
Es va utilitzar un sistema de fonocardiograma fabricat per l'empresa "Beckman Instruments Inc." en almenys un dels vols espacials tripulats del Projecte Gemini (1965-1966) per controlar el batec del cor dels astronautes durant el vol. Va ser un dels molts instruments Beckman especialitzats i utilitzats per la NASA.
John Keefer va presentar una patent per a un simulador de fonocardiograma l'any 1970 mentre estava empleat pel govern dels EUA. La descripció original de la patent indica que es tracta d'un dispositiu que, mitjançant un voltatge elèctric, imita els sons del cor humà.

## Ús mèdic

Diagrama de Wiggers de diversos esdeveniments d'un cicle cardíac, inclòs un fonocardiograma a la part inferior.

Els sons del cor són el resultat de les vibracions creades pel tancament de les vàlvules del cor. N'hi ha almenys dos; la primera (S1) es produeix quan les vàlvules auriculoventriculars (tricúspide i mitral) es tanquen al començament de la sístole i la segona (S2) quan es tanquen la vàlvula aòrtica i la vàlvula pulmonar (vàlvules semilunars) al final de la sístole. La fonocardiografia permet la detecció de sons i murmuris subaudibles i fa un registre permanent d'aquests esdeveniments. En canvi, l'estetoscopi no sempre pot detectar tots aquests sons o murmuris i no proporciona cap registre de la seva aparició. La capacitat de quantificar els sons que fa el cor proporciona informació no disponible a partir de proves més sofisticades i proporciona informació vital sobre els efectes de certs fàrmacs sobre el cor. També és un mètode eficaç per fer un seguiment del progrés de la malaltia d'un pacient.

### Transformada discreta d'oneta vs. la de paquets
Segons una revisió de Cherif, Hamsa i altri, la transformada discreta d'oneta o DWT és millor per no afectar S1 o S2 mentre filtra els sorolls cardíacs. La transformada de paquets d'onetes afecta l'estructura dels components interns molt més que el DWT.

## Tipus d'intervals ECG

### ECG: intervals, segments i ones (feu clic a la imatge)
|  |  |  |  |  |
|  |  |  |  |  |